# Våk
Våk är en tätort i Vålers kommun i Østfold fylke i sydöstra Norge. Orten hade 944 invånare  den 1 januari 2022.